# كوبرتاون
كوبرتاون هي مدينة في أباكو، ثالث أكبر جزرة البهاما.
المدينة هي مركز السكان في المنطقة الشمالي للجزيرة. وتم استيطانها في 1870s من قبل عائلة كوبر الآتية من غراند بهاما. وشملت البلدة صناعة الأناناس وحصاد لإسفنج البحر، ولكن كلا من الصناعات تضاءلت خلال القرن الماضي. وكان العائق الرئيسي أمام نجاح هذه الصناعات هو عدم وجود ميناء طبيعي في كوبرز تاون.
وشملت المقيمين البارزون في البلدة رئيس الوزراء الحالي لجزر البهاما هوبرت انغراهام. تتكون رابع أكبر منطقة سكنية في جزر البهاما من 9,069 حسب التعداد السكاني لعام 2009، وهي زيادة كبيرة, بالنسبة للتعداد السكاني الذي تم عام 1990، وقدر عدد السكان آنذاك ب5,700، وهو ما يعني تضاعف التعداد السكاني، وكبقية المناطق والمدن في البهاما، تعتمد القرية على الأساس علي السياحة الوافدة، خصوصاً السياحة الأمريكية.